# Mary Edwards
Mary Edwards (c. 1750 – setembre de 1815) va ser una calculadora humana pel British Nautical Almanac i una de les poques dones pagades directament per la Junta de Longitud, i una de les poques a guanyar-se la vida en un treball científic.
Va ser una de les 35 calculadores humanes que van calcular la posició del sol, la lluna i els planetes en diferents moments del dia per als almanacs nàutics anuals utilitzats per a la navegació marítima.
Edwards va tenir la seva presentació al projecte de l'almanac i a Nevil Maskelyne, el cinquè Astrònom Real Anglés, a través del seu marit. John Edwards (c. 1748–1784) havia servit com a calculadora humana per complementar els ingressos familiars i va rebre el pagament per valor de 6 mesos de treball per cada almanac des de 1773 fins a la seva mort en 1784. Es va revelar que Mary havia realitzat la majoria dels càlculs quan va escriure a Maskelyne per demanar-li continuar el treball per mantenir-se a ella i a les seves filles després de la mort del seu marit en 1784.
Amb el temps, la seva reputació de fiabilitat i exactitud va implicar que va poder fer-se càrrec de més treball. Va continuar amb aquest lloc fins a la seva mort en 1815. La seva filla, Eliza (1779-1846), també va treballar com a calculadora, després d'iniciar-se ajudant des d'una edat primerenca i posteriorment de forma independent després de la mort de la seva mare en 1815. Va seguir treballant pel Nautical Almanac fins a 1832, data en la qual el treball de càlcul es va centralitzar a Londres.
El planetoide 12627 Maryedwards va ser nomenat en el seu honor.